# David Kaye
David Kaye, nome artístico de David V. Hope (Peterborough, 14 de outubro de 1964) é um ator canadense. Fez parte do elenco de Hot Wheels AcceleRacers, dublando o personagem Porkchop. Ele também dubla o personagem Clank da série Ratchet & Clank. É relator das Nações Unidas (ONU) para a liberdade de expressão. É mais conhecido por papéis de voz em animação, como Megatron em cinco das séries de Transformers (Beast Wars, Beast Machines, Armada, Energon e Cybertron), Optimus Prime em Transformers: Animated, Professor X em X-Men: Evolution, Cronus em Class of the Titans, Khyber em Ben 10: Omniverse, várias personagens em Avengers Assemble e Duckworth no reboot de DuckTales. Também é conhecido por papéis em anime, incluindo Sesshōmaru em InuYasha e Treize Khushrenada em Mobile Suit Gundam Wing e Nathan Hale na série Resistance. É ainda o locutor do programa Last Week Tonight with John Oliver na HBO e deu voz ao Celestial Arishem no filme Eternals do Universo Cinematográfico Marvel. Durante muitos anos, trabalhou como dublador para vários estúdios em Vancouver, Colúmbia Britânica, Canadá, fazendo ocasionalmente trabalhos de voz em Los Angeles, Califórnia, Estados Unidos, antes de se mudar para lá definitivamente em 2007.
Durante a década de 1980, ele participou da Academia de Nova Iorque de Artes Dramáticas.